# Akita-Komagatake
Der Akita-Komagatake (jap. 秋田駒ヶ岳) ist ein 1637,4 m hoher Schichtvulkan auf der japanischen Insel Honshū. Er liegt im Ōu-Gebirge im Stadtgebiet von Semboku (Präfektur Akita) und Shizukuishi (Präfektur Iwate).
Der Gipfel des Vulkans wird durch zwei Calderen gebildet. Die größere, südliche Nambu-Caldera (1,5 × 3 Kilometer) ist durch einen schmalen Spalt mit der kleineren runden Hokubu-Caldera (1,2 Kilometer Durchmesser) verbunden. Beide Calderen entstanden bei Ausbrüchen vor 13.500 respektive 11.600 Jahren. Zwei Krater (Me-dake und Ko-dake) beherrschen die nordöstliche Ecke der südlichen Caldera. Der höchste Punkt des Vulkans wird durch den Krater Komagatake gebildet.
Der letzte Ausbruch zwischen September 1970 und Januar 1971 nahm seinen Ausgang am Krater Me-dake. Begleitet von strombolianischen Eruptionen floss ein Lavastrom aus, der eine Länge von 600 Metern erreichte.